# Mochloribatula multiporosa
Mochloribatula multiporosa is een mijtensoort uit de familie van de Oribatulidae. De wetenschappelijke naam van de soort is voor het eerst geldig gepubliceerd in 1978 door Mahunka.